# Rundu-Land
Rundu-Land (englisch Rundu Rural) ist ein Wahlkreis in der Region Kavango-Ost in Namibia. Er hat etwa 12.400 Einwohner (Stand 2023) auf einer Fläche von 1069 km².

## Wahlen
| Wahl   | Name                                | Partei | Stimmenanteil |
| ------ | ----------------------------------- | ------ | ------------- |
| 1992 1 | Ambrosius Haingura                  | SWAPO  | 72,1 %        |
| 1998   | Herbert Shihwameni                  | SWAPO  | 77,7 %        |
| 2004 2 | Michael Shikongo Herbert Shihwameni | SWAPO  | 88,5 % 88,7 % |
| 2010 2 | Michael Shikongo Rosa Kavara        | SWAPO  | 69,8 % 73,1 % |
| 2015   | Michael Shikongo                    | SWAPO  | 59,1 %        |
| 2020   | Nginga Mbangu                       | SWAPO  | 68,8 %        |